# Sepsis
Sepsis is een ontstekingsreactie van het hele lichaam bij een infectie van het bloed of de lymfe. Soms wordt sepsis ook bloedvergiftiging genoemd, maar die term is enigszins misleidend, omdat sepsis niet alleen in het bloed voorkomt. Het is een ernstig ziektebeeld dat soms een dodelijke afloop heeft, mede doordat de symptomen vaak niet specifiek zijn en soms miskend worden. Het lichaam reageert tijdens sepsis met hoge koorts, een snelle hartslag en bloeddrukdaling. De bloeddruk kan in bepaalde gevallen zo sterk afnemen, dat de lichaamsweefsels beschadigd raken en organen kunnen uitvallen. 
Meestal gaat het om een infectie door bacteriën, maar ook andere micro-organismen zoals schimmels en virussen, kunnen sepsis veroorzaken. Bij de meeste vormen van sepsis spelen bacteriële toxinen een belangrijke rol bij het starten en aanjagen van de ontstekingsreactie. Sepsis ontstaat vaak als complicatie van longontsteking, urineweginfectie of wondinfectie. De aandoening werd al in de tijd van Hippocrates beschreven.
Bacteriële sepsis wordt bestreden met antibiotica. Bloeddrukdalingen worden gecompenseerd door het toedienen van vocht via een infuus, en ook bloeddrukondersteunende medicijnen zijn toepasbaar. Sepsis is een van de belangrijkste oorzaken van intensive care-opname in ziekenhuizen; in Nederland worden jaarlijks meer dan 13 duizend mensen met een septische shock opgenomen op IC-afdelingen. Wereldwijd overlijden er elk jaar vele miljoenen mensen aan.

## Septische shock
Een septische shock is een distributieve shock die ontstaat door sepsis. Als er bacteriën in de bloedbaan komen, en dit aanleiding geeft tot prikkeling van de vaatwand, reageert het lichaam reageert hierop met vasodilatatie, verwijding van de bloedvaten. Dit leidt tot een lage bloeddruk en een versnelde pols. De bloeddruk kan zo laag worden dat de bloedcirculatie verstoord raakt en de organen onvoldoende bloed krijgen. Dit heet een septische shock. Als zelfs toediening van grote hoeveelheden infuusvloeistof niet helpt, is een septische shock bijzonder schadelijk en gevaarlijk.

## Symptomen
Veelvoorkomende symptomen van sepsis zijn koorts, een verhoogde hartslag, snelle ademhaling en verwardheid. Er kunnen ook symptomen zijn die bij een specifieke infectie horen, zoals hoesten bij longontsteking of pijn bij het plassen bij een nierbekkenontsteking. Bij heel jonge kinderen, ouderen en mensen met een verzwakt immuunsysteem zijn er niet altijd symptomen aanwezig die bij een specifieke infectie horen en kan de lichaamstemperatuur laag of normaal zijn in plaats van hoog. Ernstige sepsis leidt tot een verminderde orgaanfunctie of onvoldoende bloedtoevoer. Duidelijke aanwijzingen van onvoldoende bloedtoevoer zijn een lage bloeddruk, een hoge hoeveelheid melkzuur in het bloed of verminderde urineproductie.

### Lijst met symptomen
- hoge koorts
- tachycardie (snelle hartslag)
- tachypnoe (snelle ademhaling)
- koude rillingen
- extreem wit tandvlees
- hypotensie (lage bloeddruk)
- verwardheid
- verminderde urineproductie
- aanvankelijk kleine, later soms snel uitbreidende bloedingen in de huid (petechiën en purpura)
- oedeem
- diffuse intravasale stolling

## Oorzaken
Bloedvergiftiging is een reactie van het immuunsysteem op een infectie. De infectie wordt veelal veroorzaakt door bacteriën, maar soms ook door schimmels, virussen of parasieten. Het binnentreden van bacteriën in de bloedbaan kan het gevolg zijn van een ontstoken wond of kies (bijvoorbeeld een kies met een kroon die een zenuwbehandeling heeft gehad en dus geen waarschuwingssignaal meer af kan geven), infectie van een orgaansysteem (longontsteking, blaasontsteking (urineweginfectie) of huidinfectie.
De primaire infectie komt vaak voor in de longen, hersenen, urinewegen, op de huid en in de buikorganen. Risicofactoren zijn onder andere een jonge of oude leeftijd, een verzwakt immuunsysteem als gevolg van aandoeningen zoals kanker of diabetes, en ernstig letsel of brandwonden. Daarnaast kan het bezit van een centraal veneuze katheter de kans op het ontwikkelen van een sepsis doen stijgen. Het goed verzorgen van deze katheter kan helpen om het risico hierop te verlagen. Het is belangrijk om de katheter regelmatig te controleren. Bij lekkage, roodheid, zwelling of pijn rond de plek waar de katheter is ingebracht, is het aangewezen om deze vroegtijdig te laten verwijderen. Dit kan helpen om sepsis te voorkomen.
De diagnose wordt gesteld als er wordt voldaan aan ten minste twee criteria voor systemisch inflammatoir responssyndroom (SIRS) als gevolg van een veronderstelde infectie. Een bloedkweek wordt aanbevolen, bij voorkeur voordat met antibiotica begonnen wordt; een bloedinfectie hoeft echter niet aanwezig te zijn voor de diagnose. Een beeldvormend medisch onderzoek moet worden gedaan om de locatie van de infectie vast te stellen. Andere mogelijke oorzaken van vergelijkbare symptomen zijn onder meer: anafylaxie, bijnierschorsinsufficiëntie, laag bloedvolume, hartfalen en longembolie.

## Gevoeligheid voor sepsis
Zoals bij vele ziekten zijn heel jonge kinderen, oude mensen en patiënten met een verminderde afweer extra kwetsbaar. Een bekend voorbeeld van een vorm van sepsis is de meningokokkensepsis, veroorzaakt door de bacterie die ook hersenvliesontsteking of meningitis veroorzaakt. Deze ziekte kan zo snel verlopen dat de patiënt op het moment van de diagnose soms al niet meer te redden is.
Risicogroepen zijn:
- Kankerpatiënten met name die met chemotherapie zijn behandeld
- Ouderen, omdat die vaak een minder goed werkend afweersysteem hebben
- Kinderen jonger dan vier jaar
- Postoperatieve patiënten (=na een heelkundige ingreep)
- Patiënten met een verminderde afweer (aids-patiënten en patiënten met afweeronderdrukkende geneesmiddelen, bijvoorbeeld bij de ziekte van Crohn of reuma)

## Diagnostiek
De diagnose sepsis kan worden bevestigd doordat bacteriën of andere micro-organismen in het bloed (bloedkweek) of in andere onder normale omstandigheden steriele lichaamssappen worden gevonden.

## Behandeling
Patiënten moeten zo snel mogelijk worden behandeld. Die behandeling dient in veel gevallen plaats te vinden op een intensivecareafdeling en bestaat altijd uit meerdere componenten.
Bloedvergiftiging wordt meestal behandeld met infuus en antibiotica. Dit wordt vaak gedaan op een intensivecareafdeling. Als hydratatie niet genoeg is om de bloeddruk op peil te houden, kunnen bloeddrukverhogende medicijnen worden gebruikt. Kunstmatige beademing en dialyse kunnen noodzakelijk zijn ter ondersteuning van de longfunctie en nierfunctie. Voor de behandeling kunnen een centraal-veneuze katheter en arteriële katheter worden geplaatst. Er kunnen ook metingen van het hartminuutvolume en van de zuurstofsaturatie in de bovenste holle ader worden gedaan. Bij patiënten met sepsis zijn preventieve maatregelen nodig tegen trombosebenen, maagzweren en doorligwonden, tenzij andere aandoeningen dit soort ingrepen belemmeren. Sommigen kunnen er baat bij hebben als hun bloedsuikerspiegel goed onder controle wordt gehouden met insuline. Het gebruik van corticosteroïden is controversieel. Geactiveerd drotrecogin alfa, dat oorspronkelijk op de markt was voor ernstige sepsis, bleek niet te helpen en werd in 2011 uit de verkoop gehaald.
Soms is een operatie nodig om de ontstekingshaard uit het lichaam te verwijderen. Niet zelden moet een patiënt ook kunstmatig worden beademd omdat de longen zijn aangedaan en/of de ademhalingskracht van patiënt onvoldoende is. De sterfte ten gevolge van sepsis is in de landen met een moderne gezondheidszorg, inclusief goede intensive-care-voorzieningen, ongeveer 30 tot 40%.
In 2002 is een wereldwijde campagne gestart (de Surviving Sepsis Campaign) om de kans van sepsispatiënten op een goed herstel zo groot mogelijk te maken.

## Prognose, epidemiologie en geschiedenis
De prognose wordt gedeeltelijk bepaald door de ernst van de ziekte, waarbij de kans op overlijden 30% is bij sepsis, 50% bij ernstige sepsis en 80% bij een septische shock. Het totaal aantal gevallen wereldwijd is niet bekend, aangezien er weinig gegevens uit ontwikkelingslanden zijn. Naar schatting worden miljoenen mensen per jaar getroffen door sepsis. In ontwikkelde landen krijgen jaarlijks ongeveer 0,2 tot 3 op de 1000 mensen een sepsis. Dit komt neer op ongeveer een miljoen gevallen per jaar in de Verenigde Staten. Het aantal gevallen van de ziekte neemt steeds toe. Bloedvergiftiging komt vaker voor bij mannen dan bij vrouwen.

## Synoniemen
De term septikemie verwijst naar de micro-organismen van de toxinen in het bloed en wordt niet meer vaak gebruikt.